# جیمز وایت (فیلم)
جِیمز وایت (انگلیسی: James White) یک فیلم درام به نویسندگی و کارگردانی جاش موند محصول سال ۲۰۱۵ آمریکاست. در این فیلم کریستوفر ابوت، سینتیا نیکسون و کید کادی نقش آفرینی می‌کنند.

## داستان
داستان فیلم دربارهٔ جیمز(کریستوفر ابوت) یک پسر سرکش است که به تازگی پدرش را از دست داده و با سرطان مادرش دست و پنجه نرم می‌کند.

## بازیگران
- کریستوفر ابوت در نقش جیمز سفید
- سینتیا نیکسون در نقش گیل سفید
- کید کادی در نقش نیک
- ران لیوینگستون
- مکنزی لی در نقش جیز
- دیوید کال در نقش گریف کانسلر